# Aérodrome de Zarandj
L'aérodrome de Zarandj (code IATA :ZAJ, OACI: OAZJ) dessert la ville de Zarandj dans la province de Nimrôz, en Afghanistan.

## Situation
Le terrain de Zarandj est situé à 3 kilomètres à l'est de la frontière irano-afghane, dans le désert afghan, à environ 200 kilomètres au nord-est de la ville iranienne de Zahedan et 380 kilomètres de Kandahar. La piste plate est tracée dans le sable du désert. Elle comporte des fossés d'irrigation au nord et à l'est. Aucune infrastructure aéroportuaire n'est disponible. 

## Compagnies et destinations
- Néant